# Lev Tcherny
Pour les articles homonymes, voir Tcherny.
Pavel Dmitrievitch Tourtchaninov (en russe : Павел Дмитриевич Турчанинов) né en 1875 et mort le 21 septembre 1921, connu sous le pseudonyme Lev Tcherny (Лев Чёрный), était un théoricien de l'anarchisme, activiste et poète russe, figure importante de la troisième révolution russe. Il se réclamait de l'anarchisme individualiste et considérait l'anarcho-communisme comme une menace pour la liberté individuelle. Fait prisonnier politique par l'Empire russe jusqu'en 1917, il devient ensuite un personnage phare de l'anarchisme russe. Après avoir fortement combattu le nouveau gouvernement bolchevik et rejoint plusieurs mouvements de résistance clandestins, Tcherny est arrêté par la Tchéka en 1921 pour contrefaçon et exécuté sans procès.

## Déportation en Sibérie
Tcherny est né Pavel Dmitrievitch Tourtchaninov, d'un père colonel de l'armée. « Intellectuel déclassé » que l'historien de l'anarchisme Paul Avrich a comparé à Voline, Tcherny prônait un renversement nietzschéen des valeurs bourgeoises de la société russe et considérait les communes volontaires de l'anarcho-communiste Pierre Kropotkine comme une menace pour la liberté individuelle,,. Tcherny se déclarait, dans son livre Anarchisme Associatif publié en 1907, en faveur de l'« association libre d'individus indépendants ». Différents auteurs, dont Avrich et Allan Antliff, ont émis l'hypothèse que cette vision de la société ait eue pour influence les anarchistes individualistes Max Stirner et Benjamin Tucker.
À la suite de la publication de son livre, et en raison de ses activités révolutionnaires, Lev Tcherny est déporté par le régime tsariste en Sibérie dans la région de Toutkhansk où il joue un rôle lors des révoltes paysannes.

## Retour à Moscou et opposition aux bolcheviks
Il s’évade de Sibérie, et rejoint Paris où pour subsister il travaille comme chauffeur. Il collabore au quotidien russe Les échos du Caucase (Armavir) où il écrit des feuilletons historico-sociaux.
Revenu en Russie, il participe très activement à la révolution de février 1917 à Moscou où il multiplie les réunions et les conférences tout en organisant une Fédération des travailleurs intellectuels. Il collabore à de nombreux journaux libertaires et lance la revue Klitch (Clameur).
Tcherny est très populaire chez les travailleurs moscovites. Il devient l'un des anarchistes individualistes les plus importants de Russie et l'un des principaux théoriciens de l'anarchisme. Il est le secrétaire et le principal théoricien de la Fédération des Groupes Anarchistes de Moscou, formée en mars 1917 après l'abdication du tsar Nicolas II, et s'occupe principalement de la diffusion de propagande aux classes les plus pauvres de Moscou,.
Il participe ensuite à la révolution d’octobre à Moscou et au mouvement de réquisition des hôtels particuliers et villas. Il est nommé secrétaire de la « Maison des anarchistes » qui sert de siège à tous les libertaires de la capitale.
Connaissance personnelle de Lev Kamenev et d'autres bolcheviks de premier plan, Tcherny dénonce lors d'un rassemblement le 5 mars 1918 la naissante République socialiste fédérative soviétique de Russie. Celui-ci déclare qu'aux yeux des libertaires, l'état socialiste est tout autant un ennemi que son prédécesseur bourgeois et promet de « paralyser le mécanisme gouvernemental ».

## Arrestation et exécution
À l’été 1921, deux agents provocateurs l’entraînent dans une affaire de fausse monnaie montée par la Tchéka. Il est arrêté en août. Après un procès à huis clos, il est condamné à mort.
Le 29 septembre 1921, il fait partie des neuf personnes fusillées sans procès, dont Fanny Baron, dans les caves de la prison de la Tchéka. Il a été dit que ces exécutions étaient un ordre personnel de Lénine.  Victor Serge précise : « l'affaire qui amena ces exécutions avait été montée sur provocation »
Lorsque sa mère vient chercher le corps de son fils, il est répondu « les cadavres des bandits ne sont pas rendus aux parents ».
Dans le journal russe Volna (La Vague) publié aux États-Unis, un portrait de Lev Tchorny se terminait ainsi : « En tuant Tchorny, les bolcheviks croyaient porter un coup mortel à l’anarchisme. Mais ils ont manqué leur coup. Léon Tchorny a été tué, des milliers d’autres anarchistes et révolutionnaires torturés ont péri dans les cachots de la Tchéka, dans les prisons de l’exil, mais, l’anarchisme enterré, effacé par les bolcheviks, chassé dans les souterrains, chargé de lourdes chaînes, pourtant n’est pas mort ; écrasé par la dictature prolétarienne, il vit, il passe à travers les murailles gouvernementales, il paraît au grand jour, il apporte à l’humanité épuisée une bonne nouvelle…pour mettre fin au mal, à la violence, à l’exploitation, pour créer sur la terre une société libre, sans autorité, sans fouet, sans Tchéka, sans gibet, sans bourreau » (octobre 1923).

### Notice
- Dictionnaire international des militants anarchistes : notice biographique.